# 上方
上方（かみがた・かみかた）是江戶時代稱呼大阪、京都為中心的畿內的名稱。廣義的也指畿內為中心的近畿地方一帶。
天皇居住的首都為「上」，特別是江戶幕府將三河國以西的五畿內（大和國・山城國・攝津國・河內國・和泉國）三州（近江國・丹波國・播磨國）定義為「上方筋」。指相對於政治中心的江戶，古來的經濟・文化中心地・先進地域的用語。
另外，上方的文化稱作上方文化，代表的有上方舞、上方歌、上方落語、上方歌舞伎、上方三味線、上方浮世繪、上方言葉、人形淨瑠璃文樂等。
上方到近世初期為止，是經濟・文化的中心地。文化東漸之後，洗練、先進的上方文化逐漸傳到關東，18世紀的明和期開始，江戶特有的文化逐漸開花，到化政期，江戶成為和上方並駕齊驅的文化發信地。

## 關連項目
- 近畿地方